# Robert R. Blake
Robert Rogers Blake (* 21. Januar 1918 in Brookline, Massachusetts; † 20. Juni 2004) war ein US-amerikanischer Psychologe und Wirtschaftswissenschaftler.
Robert R. Blake erwarb 1947 an der University of Texas den akademischen Grad Ph.D. Gemeinsam mit Jane Mouton entwickelte er das sogenannte Managerial Grid (auch: Verhaltensgitter), ein wissenschaftliches Modell, das die Kombinationsmöglichkeiten von Mitarbeiter- und Sachaufgabenorientierung im Management aufzeigt.